# 2009年香港甲型H1N1流感停課安排
2009年6月11日，因出现甲型H1N1流感本土個案，身兼大流感應變督導委員會主席的香港行政長官曾蔭權宣佈，全港小學、幼稚園及幼兒園、特殊學校由6月12日至6月25日停課14天（6月26日復課）。6月23日，教育局局長孫明揚宣佈，全港小學、幼稚園及幼兒園、特殊學校繼續停課，暑假提前，而中學亦可自行決定。

## 全港停課
鑑於聖保祿學校出現本土感染甲型H1N1流感個案，全港小學、幼稚園、特殊學校（只設中學部的特殊學校除外）及學前教育將停課14天，但由於疫情不斷發展，暑假将会提前。

### 考試安排
教育局宣佈，由於小學不能如期於6月26日復課，所以建議學校取消考試，但小五呈分試則除外，因為小五呈分試是會影響中學排位，由於疫情較6年前的非典型肺炎的嚴重性低，嚴重程度有限，故此小五呈分試繼續進行，建議在適當的防疫措施之下給小五學生回校應試。學校对其他年級以進展性評估的分數取代。

### 課外活動
根据安排，個別學校将另行宣佈課外活動时间。同时衛生防護中心向学校發佈活動指引。

## 外部連結
- 教育局網頁（页面存档备份，存于）
- 全港性系統評估